# Tetracyclin
Tetracyclin oder Tetrazyklin ist ein Antibiotikum und zählt zur Gruppe der Tetracycline. Tetracyclin ist ein Breitbandantibiotikum, welches von Streptomyceten (Streptomyces aureofaciens) produziert wird und gegen viele bakterielle Infektionen angewendet wird. Es wird häufig gegen Akne eingesetzt.

## Synthese
Tetracyclin kann aus Chlortetracyclin durch Hydrierung mit Palladium als Katalysator gewonnen werden.

## Wirkungsmechanismus
Es verhindert die Anlagerung von Aminoacyl-tRNA an die mRNA in der 30S-Untereinheit des Bakterien-Ribosoms. Dadurch wird die Translation und letztlich die Proteinbiosynthese gestoppt.
Die Toxizität könnte auf eine Inaktivierung der 30S-Untereinheit von Ribosomen der in den eukaryotischen Wirtszellen vorhandenen Mitochondrien zurückzuführen sein.

## Geschichte
Die Tetracycline sind eine große Familie von Antibiotika. Im Jahre 1948 entdeckte Benjamin Minge Duggar mit Chlortetracyclin das erste Tetracyclin. Er konnte aus Streptomyces aureofaciens Chlortetracyclin (7-Chlor-TC, CTC) gewinnen. Weil die Agarkulturen von Streptomyces aureofaciens eine goldgelbe Farbe aufwiesen, nannte man das Medikament Aureomycin. Im Rahmen der Strukturaufklärung von Aureomycin und Terramycin wurde Tetracyclin 1952 erstmals beschrieben und 1953 wurden die ersten Therapieresultate damit publiziert. Die ersten Handelsnamen von Tetracyclin waren Achromycin (von Lederle), Hostacyclin (von Hoechst), Tetracyclin (von Bayer) und Tetracyn (von Pfizer). Oxytetracyclin (5-Hydroxy-TC, OTC) wurde von Alexander Finlay in der Forschungsabteilung von Pfizer in Extrakten von Streptomyces rimosus entdeckt. Weil Streptomyces rimosus in Terre Haute, IN, USA isoliert wurde, bekam OTC den Handelsnamen Terramycin. Durch Dechlorierung von Aureomycin konnte Lloyd Hillyard Conover Tetracyclin gewinnen. Das Patent für Tetracyclin wurde im Jahre 1955 genehmigt.
In den 1990er-Jahren wurde Tetracyclin in nubischen Mumien entdeckt. Man vermutet, dass das damals gebraute Bier eine Quelle für Tetracyclin gewesen sein könnte.

## Wirkung
Tetracyclin wirkt auf viele gramnegative und grampositive Bakterien bakteriostatisch. Wie alle Tetracycline hemmt Tetracyclin die Proteinbiosynthese an den bakteriellen Ribosomen.

## Therapeutische Verwendung
- Infektionen der Atemwege (etwa: atypische Pneumonien, Mittel der Wahl nur beim Q-Fieber)[10]
- Infektionen des Urogenitalsystems (etwa: Prostatitis)
- Infektionen der Haut (etwa: Acne vulgaris)
- Infektionen des Darms (etwa: Cholera)
- aber auch Pest, Brucellose und Tularämie etc.

## Andere Anwendungen
Da Tetracyclin im Knochen aufgenommen wird, wird es als ein Marker für Knochenwachstum in menschlichen Biopsien benutzt. Das Vorhandensein von Tetracyclin im Knochen wird durch Fluoreszenz festgestellt. In Deutschland machte man sich diese Nachweismöglichkeit bis ins Jahr 1998 zunutze: Tollwut-Impfködern für Füchse beigefügtes und in Knochen der Tiere abgelagertes Tetracyclin ermöglichte es, Aussagen über die Aufnahme der Köder zu machen.
In der Gentechnik setzt man Tetracyclin bei dem von Hermann Bujard entwickelten Tet-System zur Transkriptionsaktivierung bzw. -deaktivierung ein. Dadurch können Gene gezielt aktiviert und ihre Funktion untersucht werden.

## Resistenzmechanismen
Aus Fäkalien isolierte Bakterien sind zu über 80 % resistent gegen Tetracyclin. Dies ist auf folgende Mechanismen zurückzuführen:
- Verschiedene Resistenzplasmide codieren eine Tetracyclin-Effluxpumpe, die das Antibiotikum aktiv (d. h. unter ATP-Hydrolyse) aus der Zelle transportiert
- Ribosome Protecting Proteins wie Tet(O) können Resistenzen bedingen, indem sie Tetracyclin aktiv (unter GTP-Hydrolyse) vom Ribosom entfernen.
- Genomische Tetracyclin-Resistenzen kommen durch Mutationen im Wirkort des Antibiotikums, der 16S-rRNA zustande.

## Pharmakokinetik
Die orale Bioverfügbarkeit bei Vermeidung vorheriger Nahrungsaufnahme wird mit 60 bis 80 % angegeben. Tetracyclin wird vor allem von Aluminium, Eisen und Calcium durch Chelatbildung inaktiviert, daher ist eine Einnahme mit Antacida, Eisenpräparaten oder Milchprodukten zu vermeiden.
Die Plasmahalbwertszeit beträgt 8,5 Stunden, wobei die Exkretion vor allem über die Niere erfolgt, da mit der Galle ausgeschiedenes Tetracyclin zu einem Großteil aus dem Darm rückresorbiert wird, es dem Enterohepatischen Kreislauf unterliegt. Die Plasmaeiweißbindung beträgt 50 %.

## Nebenwirkungen und Kontraindikationen
- kann sich entwickelnde Zähne färben (auch bei Einnahme während der Schwangerschaft), siehe Tetracyclin-Zähne
- phototoxisch, daher keine starke Sonnenbestrahlung unter Tetracyclin
- ototoxisch
- keine Einnahme während der Schwangerschaft
- nicht für Kinder unter 8 Jahren
- keine Einnahme bei Tetracyclinallergie

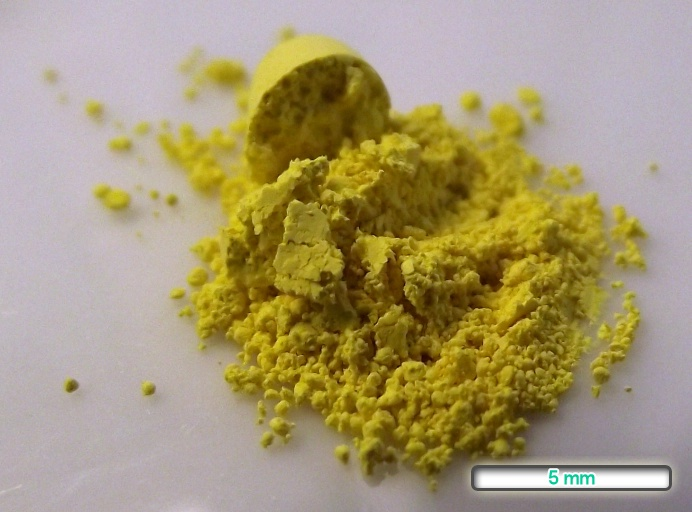
Tetracyclin-HCl: Ein gelbes, kristallines Pulver

## Chemische Eigenschaften
Tetracyclinhydrochlorid, ein gelbes, kristallines, hygroskopisches Pulver verfärbt sich durch direkten Kontakt zu Sonnenstrahlen und bei Lagerung an feuchter Luft braun.
DissoziationDas Hydrochlorid kann in wässriger Lösung 3 Protonen abgeben. Die für die Gleichgewichtsreaktionen relevanten pKs-Werte sind 3,3; 7,7; 9,7. Eine 2%ige wässrige Lösung besitzt einen pH-Wert von ca. 2,2.

## Handelsnamen
Monopräparate: Actisite-Dental (A), Imex (D), Tefilin (D), sowie Generika
Kombinationspräparate
- Mit Amphotericin B: Mysteclin (D, A)
- mit Citronensäure-Bismut-Kalium-Salz und Metronidazol: Pylera (D, A)

Tiermedizin
Cyclutrin, Tetrabiotic, Tetran, U-tab, Utroletten